# The Museum II
THE MUSEUM II – druga kompilacja japońskiej piosenkarki Nany Mizuki, wydana 23 listopada 2011. Utwór Meikyū Butterfly -diverse- (jap. 迷宮バタフライ -diverse-) jest remiksem utworu Meikyū Butterfly  z serii anime Shugo Chara!, utwór ROMANCERS' NEO wykorzystano jako opening gry Magical Girl Lyrical Nanoha A’s Portable: The Gears of Destiny na PSP, a utwór SUPER GENERATION -MUSEUM STYLE- jest zremiksowaną wolniejszą wersją oryginalnego utworu SUPER GENERATION. Album osiągnął 3 pozycję w rankingu Oricon, sprzedał się w nakładzie 126 887 egzemplarzy.

## Lista utworów

### CD
| Nr  | Tytuł                                                        | Słowa                 | Kompozycja        | Aranżacja         | Czas |
| --- | ------------------------------------------------------------ | --------------------- | ----------------- | ----------------- | ---- |
| 1.  | „SECRET AMBITION”                                            | Nana Mizuki           | Chiyomaru Shikura | Hitoshi Fujima    | 4:24 |
| 2.  | „MASSIVE WONDERS”                                            | Nana Mizuki           | Toshirō Yabuki    | Toshirō Yabuki    | 4:15 |
| 3.  | „Astrogation”                                                | Hibiki                | Jun Suyama        | Jun Suyama        | 4:31 |
| 4.  | „Trickster”                                                  | Nana Mizuki           | Noriyasu Agematsu | Noriyasu Agematsu | 3:49 |
| 5.  | „Shin’ai” (jap. 深愛)                                        | Nana Mizuki           | Noriyasu Agematsu | Hitoshi Fujima    | 4:53 |
| 6.  | „Mugen (jap. 夢幻)                                           | Nana Mizuki           | Noriyasu Agematsu | Junpei Fujita     | 4:22 |
| 7.  | „PHANTOM MINDS”                                              | Nana Mizuki           | Eriko Yoshiki     | Jun Suyama        | 3:43 |
| 8.  | „Silent Bible”                                               | Nana Mizuki           | Haruki Mori       | Daisuke Kikuta    | 4:09 |
| 9.  | „SCARLET KNIGHT”                                             | Nana Mizuki           | Hitoshi Fujima    | Hitoshi Fujima    | 4:10 |
| 10. | „POP MASTER”                                                 | Nana Mizuki           | Nana Mizuki       | Hitoshi Fujima    | 4:43 |
| 11. | „Junketsu Paradox” (jap. 純潔パラドックス)                   | Nana Mizuki           | Eriko Yoshiki     | Jun Suyama        | 4:05 |
| 12. | „Pray”                                                       | Hibiki                | Noriyasu Agematsu | Noriyasu Agematsu | 4:29 |
| 13. | „COSMIC LOVE”                                                | Ryōji Sonoda          | Junpei Fujita     | Junpei Fujita     | 4:30 |
| 14. | „DISCOTHEQUE”                                                | Ryōji Sonoda          | Noriyasu Agematsu | Noriyasu Agematsu | 3:57 |
| 15. | „Meikyū Butterfly -diverse-” (jap. 迷宮バタフライ -diverse-) | Peach-Pit, Yūya Saitō | Daice             | Junpei Fujita     | 5:05 |
| 16. | „ROMANCERS' NEO”                                             | Hibiki                | Noriyasu Agematsu | Junpei Fujita     | 4:51 |
| 17. | SUPER GENERATION -MUSEUM STYLE-                              | Nana Mizuki           | Nana Mizuki       | Mika Agematsu     | 6:02 |

### DVD
| Nr | Tytuł                                     |
| -- | ----------------------------------------- |
| 1. | „[Music Clip]: POP MASTER                 |
| 2. | Nakano Sun Plaza „Mizuki Nana Ooini Utau" |